# Maurice Charles O'Connell
Maurice Charles O'Connell (Sídney, 13 de enero de 1812 - Brisbane, 23 de marzo de 1879), fue un pionero de Queensland y presidente del Consejo Legislativo de Queensland.

## Primeros años de vida
O'Connell nació en Sidney en 1812. Su padre era Maurice Charles O'Connell, su madre era Mary (de soltera Bligh, antes Putland) una hija del gobernador William Bligh. 
Marchó en 1814 con su familia a Ceilán pero fue enviado a Europa a estudiar en las escuela secundaria de Edimburgo, en Dublín y en París.

## Carrera militar
O'Connell ingresó al ejército como alférez a los 16 años y se unió al 73.er Regimiento en Gibraltar. Antes de embarcarse para España en 1835 se casó con Eliza Emily le Geyt en Jersey. En 1835 se ofreció voluntario para el servicio exterior como coronel de la Legión Auxiliar Británica en España, que él mismo había levantado en el condado de Cork y otras partes de Munster, para sostener la causa de la reina española María Cristina de Borbón Dos-Sicilias y la constitución contra los insurgentes carlistas. Más tarde se convirtió en ayudante general adjunto y finalmente sucedió a George Lacy Evans como general de brigada al mando de la Legión Auxiliar Británica en España. La Legión fue disuelta el 8 de diciembre de 1837, tras sufrir numerosas bajas durante la Batalla de Andoáin. Maurice O'Connell fue recompensado por sus servicios con el título de caballero de varias órdenes españolas.
A su regreso a Inglaterra, fue destinado al Regimiento 51.º, y tras convertirse en capitán en el 28º, fue nombrado secretario militar del personal de su padre, Maurice Charles O'Connell, en Nueva Gales del Sur en 1835. Cuando el 28º fue llamado a Inglaterra y después de que el regimiento navegara hacia la India en 1842, se quedó en Nueva Gales del Sur, y vendió su comisión para dedicarse a actividades pastorales. Luego renunció al ejército y tomó tierras.

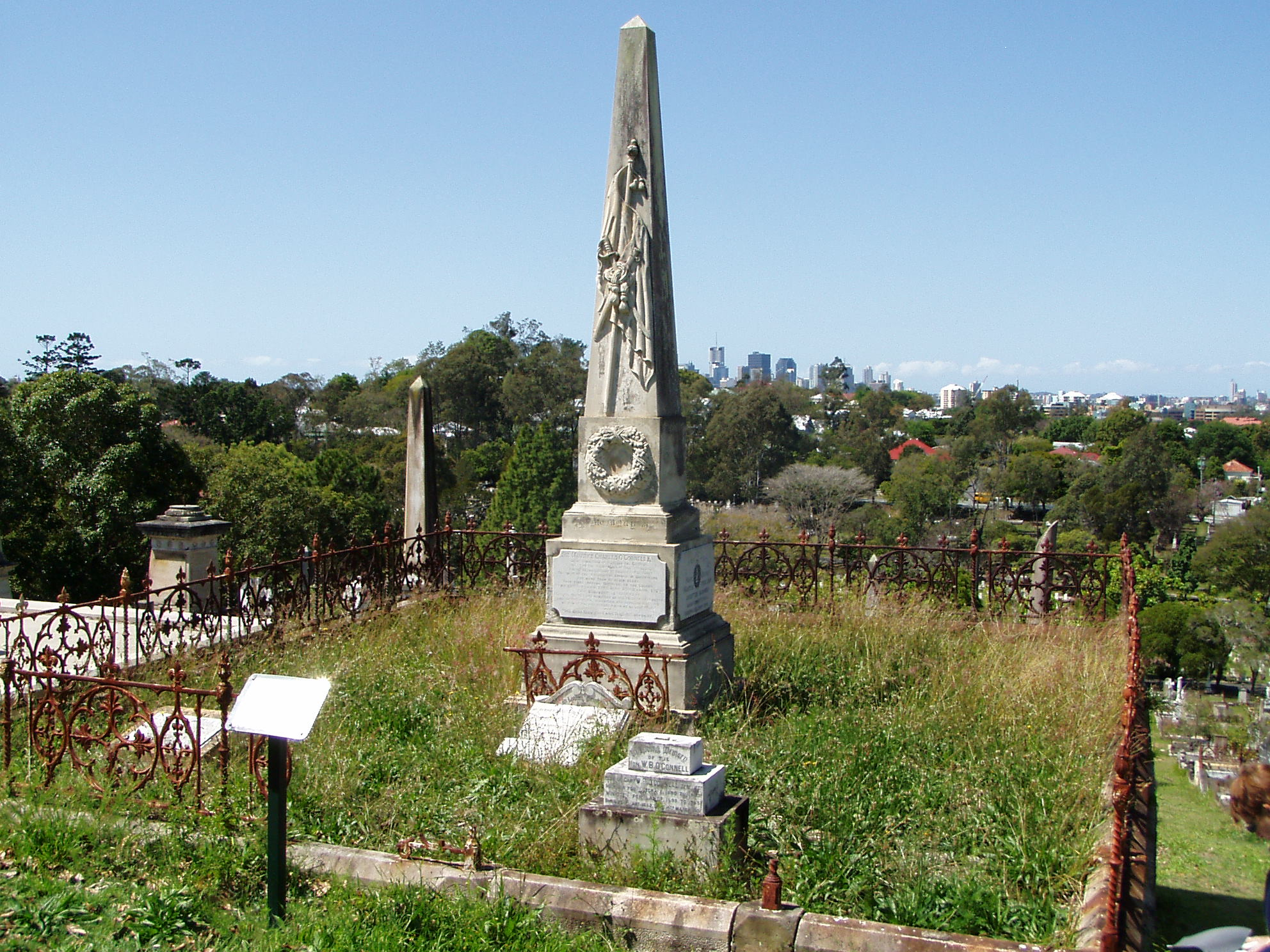
Monumento en la tumba de Maurice Charles O'Connell.

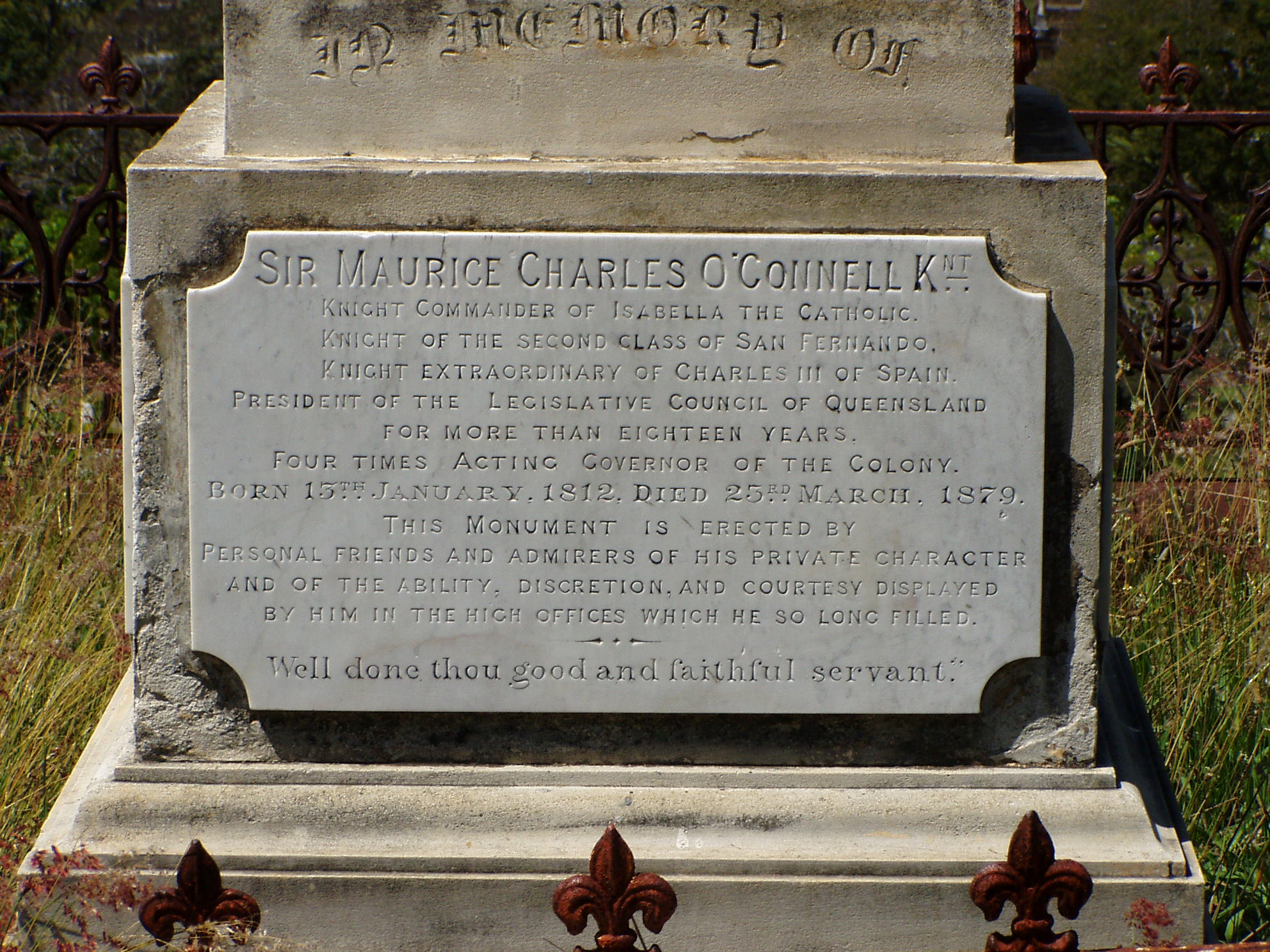
Lápida sepulcral de Maurice C. O'Connell

## Carrera política
O'Connell fue elegido miembro del Consejo Legislativo de Nueva Gales del Sur en agosto de 1845 por el distrito electoral de Port Phillip. Fue nombrado comisionado de tierras de la corona para el distrito de Burnett en 1848, se convirtió en residente del gobierno en Port Curtis (ahora Gladstone) en 1854 y ocupó este cargo hasta 1860.
Fue nominado como uno de los miembros originales del Consejo Legislativo de Queensland en 1860, fue ministro sin cartera en el primer ministerio bajo Herbert, y presentó en julio de ese año un proyecto de ley para brindar educación primaria en Queensland. Poco después fue elegido presidente del consejo legislativo y ocupó este cargo hasta su muerte.
En 1863, O'Connell fue uno de los fundadores y fideicomisarios originales del Queensland Turf Club, habiendo organizado una concesión de tierras de 322 acres de tierra en Eagle Farm en Brisbane con el propósito de carreras de caballos, ahora conocido como Eagle Farm Racecourse. Los otros fideicomisarios eran John Frederick McDougall y George Harris (los tres eran miembros del Consejo Legislativo de Queensland).
En 1865, O'Connell, Augustus Charles Gregory y John Douglas solicitaron una concesión especial de terreno para erigir un Masonic Hall en Brisbane. Esta fue concedida el 15 de enero de 1865.

## Últimos años y legado
O'Connell fue nombrado caballero en 1871. Fue comandante de las fuerzas militares locales, y en cuatro ocasiones fue gobernador interino de Queensland donde mostró tacto y habilidad en su desempeño. Fue presidente de la Asociación de Australasia y del Queensland Turf Club, y fue vicepresidente de la Asociación Nacional de Agricultura.
O'Connell murió de cáncer en Brisbane el 23 de marzo de 1879 en el Parlamento de Queensland. Fue enterrado en el cementerio de Toowong.